# Ljuba Štíplová
Ljuba Štíplová (30. dubna 1930 Praha – 24. září 2009 Praha) byla česká scenáristka, spisovatelka a básnířka, autorka knížek pro děti. Její pseudonym byl původně Miloš Štípl, což je jméno jejího manžela. Pod svým jménem psala od roku 1963. Později jej používala i dále pro některá díla (Čtyřlístky), protože autorské výdělky nesměly překročit určitou sumu.
Mimo jiné byla spoluautorkou dětského komiksu Čtyřlístek, na němž spolupracovala s malířem a grafikem Jaroslavem Němečkem, který jej výtvarně realizoval. Pro Čtyřlístek napsala téměř 250 epizod.

## Život
Narodila se 30. dubna 1930. Vystudovala gymnázium, poté dva roky studovala sochařství na UMPRUM u Jana Kavana. Studium přerušila, vdala se, odešla na mateřskou a kvůli horšímu prostorovému vidění se na školu už nevrátila. Věnovala se satiře, próze i poezii pro děti, (často s kočičí tematikou, k níž měla doma inspiraci) a sci-fi povídkám pro mládež. Satirické verše publikovala v Dikobrazu, Květnu, Literárních novinách, Mladé frontě a dalších. V šedesátých letech sepsala rozsáhlou satirickou epopej Maleriáda, která ale ani v časech pražského jara nevyšla. Současně psala pro dětské čtenáře, kterým se později plně věnovala (u děl pro dospělé měla potíže s cenzurou). 
Pro Mateřídoušku psala od roku 1959 cyklus Alfík + Bětka, později Příběhy kocoura Pazourka (1965-1966). V Pionýru jí vycházel cyklus Strýc, Laurinka a já (1967) a v Ohníčku seriál Trampoty jedné šestky (1963). Spolupracovala s časopisem Věda a technika mládeži, v němž roce 1963 uveřejnila humoristicky laděnou sci-fi povídku "Informace pro Apise".
V roce 1969 založil Jaroslav Němeček časopis Čtyřlístek se stejnojmenným seriálem. Štíplová vyhověla jeho žádosti o spolupráci a od 6. čísla psala texty tohoto komiksu, ač původně měla jen vypomoci než Jaroslav Němeček nasbírá inspiraci. Později se připojili i další autoři. Věnovala se také dalším dětským knihám (Spejblovy trampoty s Hurvínkem a Máničkou, 1970) nebo scénářům večerníčků (s dramaturgyní Helenou Sýkorovou tvořily pořady pro děti). První večerníčkovský příběh Jak sluníčko rozdávalo stíny (1964) režíroval Josef Lamka. Nejoblíbenějším se ovšem staly kočičí příběhy Byla jednou jedna koťata (1976).
V roce 2008 v rámci udílení výročních cen jí nakladatelství Albatros udělilo cenu za celoživotní práci s dětskou knihou. 
Ljuba Štíplová zemřela 24. září 2009.
Inspirací jí byla detektivní literatura, sci-fi (Isaac Asimov, Arthur Charles Clarke, Robert Heinlein), milovala Terryho Pratchetta. Léta odebírala francouzský týdeník Pif Gadget. 

## Knižní dílo

### O kočkách, koťatech a psech
- Byla jednou koťata
- Doma s koťaty
- Pojď s koťaty do pohádky
- Pojď s koťaty do školy
- Pojď s koťaty na výlet
- Venku s koťaty
- Kočkám vstup zakázán
- The Kittens (pohádky o koťatech anglicky)
- Co pes našel, aby zahnal kašel
- Já a pes

### Čtyřlístek
- Čtyřlístek v pohádce
- Báječné příběhy Čtyřlístku
- Proslulé příběhy Čtyřlístku
- Prvních dvanáct příběhu Čtyřlístku
- Skvělé příběhy Čtyřlístku
- Slavné příběhy Čtyřlístku
- Veselé history Čtyřlístku
- Poklad kapitána Kida
- Tajemství železné masky
- Muž z budoucnosti
- Kouzelná lampa

### Pro nejmenší
- Broukalo si deset brouků (1974)
- Bylo jedno paraplíčko
- Hrajeme si celý rok
- Co chutná zvířátkům
- Co si povídají zvířátka v noci
- Elce pelce do pekelce
- Hrajeme si s abecedou
- Hrajeme si na školu
- Kdo to kreslí? Děti z jeslí
- Maminky v lese (leporelo)
- Neplechaté pohádky
- Prapohádky
- Pohádky na týden a hrátky na každý den
- Kolíbačky (leporelo)

### Populárně naučné a sci-fi
- Stará stopa (1963)
- Knížka plná her
- Kosmická hlídka (1991)

### Gamebooky
- Na rozkaz krále (1989) – první český gamebook
- Kosmická hlídka (1991)